# سابوروبی ناکایی
سابوروبی ناکایی (انگلیسی: Saburobe Nakai؛ ۱۸۲۱ – ۱۸۹۹) کارآفرین و مدیر اجرایی بود، که در سال ۱۹۱۶ شرکت کاغذ ژاپن را تأسیس کرد.